# Vlag van Aquitanië

Vlag van Aquitanië

Logovlag van Aquitanië

De vlag van Aquitanië bestaat uit een rood veld met een gele luipaard. De vlag is gelijk aan het wapenschild, en is ook de vlag van de voormalige provincie Guyenne. Dit is echter het wapen van het voormalige hertogdom Aquitanië en niet van de regio Aquitanië, die geen officieel wapen had.
Hoewel Aquitanië haar eigen vlag heeft, gebruikt ook de logovlag. De letter A met vijf takken symboliseert de vijf departementen en de kustlijn van de regio. Blauw staat voor de oceaan en groen voor het binnenland, de uitgestrekte bossen van Landes en Gironde, toerisme en landbouw.
De regio maakt na de regionale herindeling per januari 2016 deel uit van de regio Nouvelle-Aquitaine. Hierdoor is de vlag niet meer in gebruik.